# Emil Herfurth
Emil Herfurth (* 21. Juni 1887 in Saarburg (Lothringen); † 27. Dezember 1951 in Weimar) war ein deutscher Gymnasiallehrer, Schriftsteller und Politiker (DNVP).

## Leben und Wirken
Herfurth wurde als Sohn eines Postbeamten geboren. Nach dem Besuch des Wilhelm-Ernst-Gymnasium Weimar von 1897 bis 1906 studierte er von 1906 bis 1910 klassische und deutsche Philologie in Jena und München. 1910 promovierte er an der Universität Jena mit dem Thema „De Senecae epigrammatis quae feruntur“. Der Lehramtsprüfung für die Fächer Deutsch, Griechisch und Latein an höheren Schulen im Mai 1911 folgte bis September 1913 eine Tätigkeit als Studienassessor an Gymnasien in Jena, Weimar und Arnstadt. Danach arbeitete er bis Oktober 1932 als Studienrat und Oberlehrer am Gymnasium in Weimar.
Von 1918 bis 1933 war Herfurth Mitglied der DNVP und von 1922 bis 1935 Stadtrat in Weimar. Er vertrat die Partei vom 11. September 1921 bis 1. Oktober 1933 als Abgeordneter des Thüringer Landtages und wirkte unter anderem als Fraktionsvorsitzender und Geschäftsführer. Vom 24. Februar 1924 bis 29. April 1927 war Herfurth außerdem als Staatsrat für Weimar Regierungsmitglied ohne Geschäftsbereich im  ersten Kabinett Leutheußer.
Herfurth kritisierte Anfang der 1920er das Bauhaus und engagierte sich in Weimar als Vorstandsmitglied des Schillerbundes, der Goethe-Gesellschaft, der Shakespeare-Gesellschaft sowie der Gesellschaft der Freunde des Nietzsche Archivs. Außerdem war er Mitglied des Ausschusses der Wartburgstiftung. Während der Amtszeit des Volksbildungsministers Wilhelm Frick vom 1. Juli 1930 bis 12. August 1932 war er als Kurator der Vertreter des Ministers an der Universität Jena.
Herfurth war nebenbei schriftstellerisch tätig und veröffentlichte unter anderem Romane, Erzählungen, Bühnenwerke sowie Aufsätze. Am 10. August 1933 wurde er Mitglied im Reichsverband deutscher Schriftsteller, im Verband deutscher Bühnenschriftsteller und in der Reichsschrifttumskammer, am 4. April 1935 folgte die Mitgliedschaft im Nationalsozialistischen Lehrerbund. Am 25. November 1937 beantragte er die Aufnahme in die NSDAP und wurde rückwirkend zum 1. Mai desselben Jahres aufgenommen (Mitgliedsnummer 5.669.788).
Im Oktober 1932 wurde Herfurth als Studienrat an das Wilhelm-Ernst-Gymnasium versetzt, das er bis 1945 leitete. Zum 1. Januar 1933 folgte die Beförderung zum Oberstudiendirektor. Nach seiner kurzzeitigen Verhaftung im August 1945 durch die sowjetische Militärbehörden wurde er am 14. September 1945 aus dem Schuldienst entlassen.

## Werke
- Die Stunde der Erkenntnis. Spemann, Stuttgart 1917.
- Weimar und das staatliche Bauhaus: Streitschrift. Böhlau, Weimar 1920.
- Der Reichs- und Kaisergedanke im Wechsel der deutschen Geschichte. H. Beyer & Söhne, Langensalza 1923.
- Wie Schmidts politisch wurden: Eine politische Verlobungsgeschichte aus der Zeit der Nationalversammlung. Knabe, Weimar 1935.
- Sonne auf Rügen: Ein heiterer Roman. Knabe, Weimar 1935.
- Das Gewissen. Ein Drama in 4 Akten. Knabe, Weimar 1936.
- Gymnasiasten von Anno dazumal: Bilder aus dem Schülerleben früherer Jahrhunderte. Knabe, Weimar 1937.
- Bornemanns Abstecher ins Glück. Knabe, Weimar 1938.
- Anna auf Ithaka. Knabe, Weimar 1938.
- Die Wiedergeburt Griechenlands aus der Erneuerung des deutschen Geistes: Rede zur Entlassung des Abiturienten-Jahrgangs 1944 des Staatlichen Wilhelm-Ernst-Gymnasiums zu Weimar. Knabe, Weimar 1944.